# Улица Космонавта Волкова (Москва)
У́лица Космона́вта Во́лкова — улица в Северном административном округе города Москвы на территории Войковского района и района Коптево. Пролегает от Ленинградского шоссе до развилки улиц Приорова и Новая Ипатовка. Нумерация домов начинается от Ленинградского шоссе.

## Происхождение названия
До 1971 г. улица называлась Подмосковное шоссе, по прилеганию к бывшему посёлку Подмосковный и станции Подмосковная, на территории которой находится платформа Красный Балтиец. Переименована в честь дважды Героя Советского Союза Владислава Николаевича Волкова (1935—1971).

## История
Улица появилась в 1955 г. как Подмосковное шоссе. В 1971 году переименована.
Владислав Николаевич Волков (1935—1971) — лётчик-космонавт СССР, дважды герой Советского Союза. Участник двух космических полётов на кораблях «Союз-7» (1969) и «Союз-11» (1971). Погиб (вместе с Г. Т. Добровольским и В. И. Пацаевым) при разгерметизации спускаемого аппарата во время посадки «Союза-11» на Землю 30 июня 1971 г.
Урна с прахом Волкова захоронена в Кремлёвской стене на Красной площади. В том же году именем космонавта названа улица в районе Войковский, вблизи Московского авиационного института (который окончил космонавт), где был создан музей его имени. На здании института установлена мемориальная доска в его честь. В 1975 году в сквере был установлен памятник-бюст В. Н. Волкову (скульптор Г. М. Тоидзе, архитекторы И. М. Студеникин, Б. И. Тхор).

## Здания и сооружения
Всего: 51 дом

| - 3 - 3с3 - 3с5 - 4 - 5 - 5а - 5б - 5бс1 - 5бс2 | - 5к2 - 5с3 - 6 - 6а - 6с2 - 7/1 - 9/2 - 10 - 11 | - 11с1 - 11с4 - 12 - 12к1 - 13 - 13к2 - 14 - 15к1 - 15к2 | - 15к3 - 16 - 17к1 - 17к2 - 17к2с1 - 17к2с2 - 18 - 18а - 19 | - 20 - 21к1 - 21к2 - 22 - 23 - 25/2 - 26 - 27 - 29 | - 29к1 - 31 - 31а - 31к1 - 31с1 - 33 |

По нечётной стороне: 

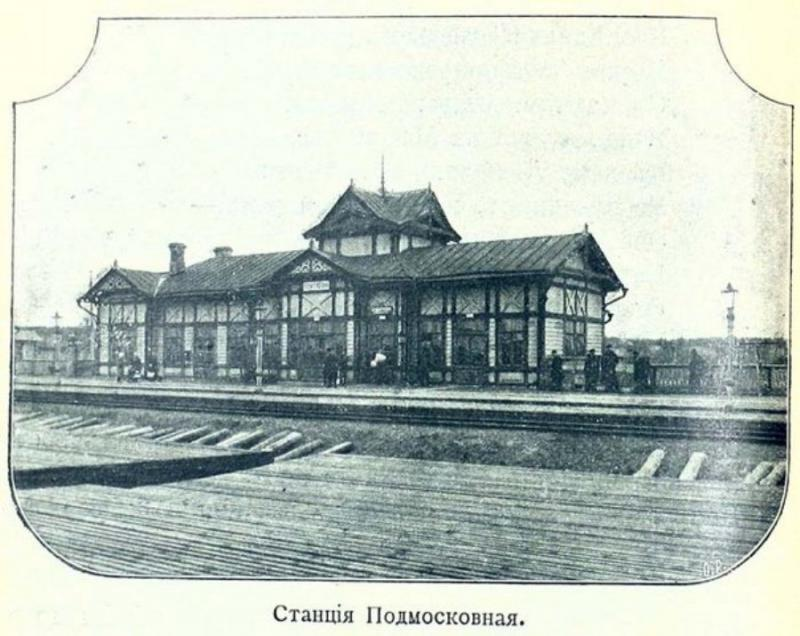
Станция Подмосковная

№ 31 — офисное здание, бывш. спортшкола.
№ 9/2 — Мед. Центр «СМ-клиника»
По чётной стороне:
№ 10 — Станция Подмосковная
№ 12 — ОАО «Росэлектроника»
№ 20 — МНЭПУ

## Транспорт

### Наземный транспорт
| - Остановка «1-й Новоподмосковный переулок»: Автобус: т57. - Остановка «2-й Новоподмосковный переулок»: Автобус: т57. - Остановка «Улица Космонавта Волкова»: Автобусы: т57. | - Остановка «Платформа „Красный Балтиец“»: Автобусы: 323, 780. |

### Железнодорожный транспорт
- Платформа Стрешнево Рижского направления МЖД.
- Платформа Красный Балтиец Рижского направления МЖД.
- Станция МЦК Стрешнево

### Ближайшая станция метро
- Станция метро «Войковская» — от дома 2 и ближних к нему.
- Станция метро «Сокол» — от дома 31 и ближних к нему, пешком около получаса.

## Северо-Западная хорда
Северо-Западная хорда — автомобильная дорога в Москве. Строится вместо Четвёртого транспортного кольца, от которого было решено отказаться в силу его крайней дороговизны.
Северо-Западная хорда насчитывает в себе 5 участков, которые проектируются и строятся отдельно друг от друга.
В рамках строительства первого участка (развязка на Соколе как часть проекта «Большая Ленинградка») под Балтийской улицей построен Алабяно-Балтийский тоннель — он соединяет улицы Алабяна, Балтийскую и Большую Академическую (в точке её пересечения с улицей Космонавта Волкова).

### Алабяно-Балтийский тоннель

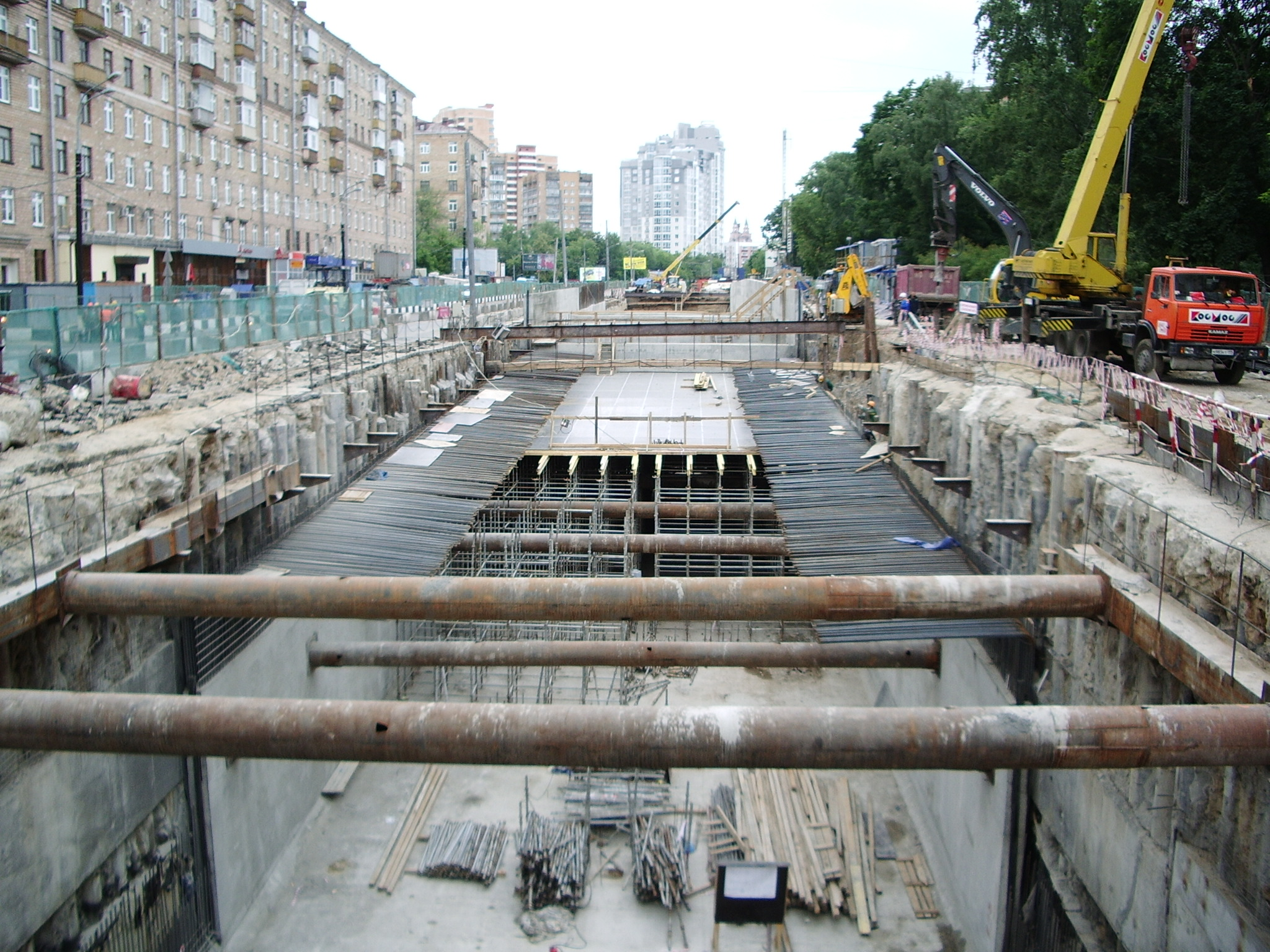
Строительство тоннеля

В точке пересечения Улицы Космонавта Волкова с Большой Академической улицей построен выход Алабяно-Балтийского тоннеля — составной части Развязки на Соколе и Северо-Западной хорды. Тоннель соединяет улицу Алабяна на юге и Большую Академическую улицу на севере и проходит под Замоскворецкой линией метро, Волоколамским и Ленинградским тоннелями, коллектором речки Таракановки и путями Рижского направления МЖД.
Тоннель открывался для движения по частям: в сентябре 2013 года было открыто движение с запада на восток, в а декабре 2015 года — с востока на запад.

### Фото середины 50-х годов.
- Подмосковное шоссе д. 1-5
- Подмосковное шоссе д. 3
- Подмосковное шоссе д. 3-5